# はじめまして (かぐや姫のアルバム)
『はじめまして』は、第2期かぐや姫の最初のアルバムである。吉田拓郎らがプロデュースを担当。累計で5万枚を売り上げた。

## 収録曲
1. 青春
作詞 伊勢正三
作曲 南こうせつ
編曲 小山恭弘
2. 雪が降る日に
作詞 伊勢正三
作曲・編曲 南こうせつ
3. あの唄が想い出せない
作詞 忌野清志郎
作曲 武田清一
編曲 小山恭弘
4. 僕は何をやってもだめな男です
作詞 伊勢正三
作曲・編曲 吉田拓郎
5. 加茂の流れに
作詞・作曲・編曲 南こうせつ
6. 好きだった人
作詞 伊勢正三
作曲 南こうせつ
編曲 小山恭弘
7. ひとりきり
作詞・作曲 南こうせつ
編曲 小山恭弘
8. マキシーのために
作詞 喜多条忠
作曲 南こうせつ
編曲 吉田拓郎
9. 雨が空から降れば
作詞 別役実
作曲 小室等
編曲 青木望
10. 離婚歴三回
作詞 伊勢正三
作曲 南こうせつ
編曲 青木望
11. じんじろ橋
作詞 関沢新一
作曲 南こうせつ
編曲 青木望
12. あの人の手紙
作詞 伊勢正三
作曲 南こうせつ
編曲 小山恭弘